# Josef Tůma
Josef Tůma (25. července 1885 Dynín – ???) byl československý politik a meziválečný poslanec Národního shromáždění za Československou stranu národně socialistickou.

## Biografie
Povoláním byl podle údajů z roku 1930 tajemníkem dřevoprůmyslu a místopředsedou odborového sdružení Československá obec dělnická v Praze.
Po parlamentních volbách v roce 1929 získal za Československou stranu národně socialistickou poslanecké křeslo v Národním shromáždění. Mandát ale získal až dodatečně roku 1930 jako náhradník poté, co zemřel poslanec Otakar Svoboda.